# 魯班尺
魯班尺（ろはんしゃく）とは、風水術で使われる専門の道具の一つ。「風水尺」とも呼ばれ、物の大きさ、長さの吉凶を判断する物差しである。中国、春秋時代の魯班によって考案されたとされる。長さの目盛りは上下2段となっていて、上段が「門公尺」、下段が「丁蘭尺」と呼ばれ、計る対象物によって使い分ける。
赤い目盛りは吉、黒い目盛りは凶を示す。

## 門公尺(もんこうじゃく)
- 用途：建築建物寸法
- 単位：5.4cm(刻み)
- 記載文字：吉「財,義,官,本」,凶「病,離,劫,害」

## 丁蘭尺(ていらんじゃく)
- 用途：墳墓寸法
- 単位：3.88cm(刻み)
- 記載文字配列例：、吉「丁,旺,義,官,興,財」、凶「害,苦,死,失」